# Passion (album Pendragona)
Passion – album studyjny zespołu Pendragon z 2011 roku. Album został dedykowany przyjacielowi zespołu Tomaszowi Dziubińskiemu.

## Spis utworów[1]

### Płyta CD
1. „Passion” – 5:27
2. „Empathy” – 11:20
3. „Feeding Frenzy” – 5:47
4. „This Green And Pleasant Land” – 13:13
5. „It's Just A Matter Of Not Getting Caught” – 4:41
6. „Skara Brae” – 7:31
7. „Your Black Heart” – 6:46

### Płyta DVD
1. „Making Of The Making Passion – A Handycam Progumentary” – 81:11

## Twórcy[1]
- Nick Barrett – śpiew, gitara, chórek, instrumenty klawiszowe
- Clive Nolan – instrumenty klawiszowe, śpiew
- Peter Gee – gitara basowa
- Scott Higham – perkusja, chórek